# Chamarel FC
El Chamarel FC es un equipo de fútbol de las Islas Mauricio que juega en la Primera División de las islas Mauricio, la segunda liga de fútbol más importante del país.

## Historia
Fue fundado en la ciudad de Bambous y ha pasado la mayor parte de su historia en las ligas regionales de Mauricio. 
Su principal logro hasta el momento ha sido ganar el título de la División 1 en la temporada 2012/13 para lograr el ascenso a la Liga Premier de las islas Mauricio por primera vez en su historia.

## Palmarés
- Division 1: 1

2012/13

## Estadio
El Chamarel FC juega sus partidos de local en el German Comarmond Stadium en Bambous, con capacidad para 5.000 espectadores. Es uno de los pocos equipos de Mauricio que no comparte la sede con algún otro equipo.